# Rudnea-Zamîslovîțka, Olevsk
Rudnea-Zamîslovîțka (în ucraineană Рудня-Замисловицька) este un sat în comuna Zamîslovîci din raionul Olevsk, regiunea Jîtomîr, Ucraina.

## Demografie
Componența lingvistică a localității Rudnea-Zamîslovîțka
     Ucraineană (100%)
Conform recensământului din 2001, toată populația localității Rudnea-Zamîslovîțka era vorbitoare de ucraineană (100%).